# Rudolf Braun (Historiker)
Rudolf Braun (* 18. April 1930 in Basel; † 19. Mai 2012 ebenda; heimatberechtigt ebenda) war ein Schweizer Historiker.

## Leben
Der Sohn eines Geologen besuchte das Mathematisch-Naturwissenschaftliche Gymnasium in Basel und absolvierte von 1950 bis 1958 ein Studium in Volkskunde und Geschichte an den Universitäten Freiburg im Breisgau, Basel und Zürich, das er 1960 mit der Promotion zum Dr. phil. abschloss. Nach einer Assistenzstelle an der Sozialforschungsstelle Dortmund (1959–61) und einer Stelle als wissenschaftlicher Mitarbeiter in Chicago (1961–64) wurde er 1964 an der Universität Bern habilitiert. Anschliessend schrieb er eine Arbeit über Integrationsprobleme italienischer Gastarbeiter in der Schweiz. Ab 1966 war er Dozent und von 1968 bis 1971 ordentlicher Professor für Sozial- und Wirtschaftsgeschichte an der Freien Universität Berlin. Von 1971 bis 1995 war er ordentlicher Professor für Allgemeine und Schweizer Geschichte der neueren und neuesten Zeit an der Universität Zürich.
Er war neben Markus Mattmüller (Basel) und Erich Gruner (Bern) einer der Pioniere der Sozialgeschichtsschreibung in der Deutschschweiz. In seinen zeitlich breit gefächerten Forschungen verband er ökonomische mit politischen, sozialen und kulturellen Gesichtspunkten.
Zusammen mit seinem Assistenten Albert Tanner organisierte er das erste Seminar zur Frauengeschichte an der Universität Zürich.

## Werke
Als Autor:
- Die Veränderungen der Lebensformen in einem ländlichen Industriegebiet vor 1800 (Zürcher Oberland) (= Industrialisierung und Volksleben. Band 1). Rentsch, Erlenbach/Stuttgart 1960, DNB 450597113; 2. Auflage: Vandenhoeck & Ruprecht, Göttingen 1979.
- Sozialer und kultureller Wandel in einem ländlichen Industriegebiet (Zürcher Oberland) unter Einwirkung des Maschinen- und Fabrikwesens im 19. und 20. Jahrhundert (= Industrialisierung und Volksleben. Band 2). Keller, Winterthur / Rentsch, Erlenbach/Stuttgart 1965, DNB 450597148 (Dissertation, Universität Zürich, Philosophische Fakultät I, [1960]); 2. Auflage: Vandenhoeck & Ruprecht, Göttingen 1979, ISBN 3-525-36174-2; 2. Auflage: Chronos, Zürich 1999, ISBN 3-905313-29-4.
- Das ausgehende Ancien Régime in der Schweiz. Aufriß einer Sozial- und Wirtschaftsgeschichte des 18. Jahrhunderts. Vandenhoeck & Ruprecht, Göttingen/Zürich 1984, ISBN 3-525-36182-3.
- mit David Gugerli: Macht des Tanzes – Tanz der Mächtigen. Hoffeste und Herrschaftszeremoniell 1550–1914. Beck, München 1993, ISBN 3-406-37550-2.
- Von den Heimarbeitern zur europäischen Machtelite. Ausgewählte Aufsätze. Chronos, Zürich 2000, ISBN 3-905313-47-2.

Als Herausgeber:
- mit Wolfram Fischer, Helmut Großkreutz, Heinrich Volkmann: Industrielle Revolution, wirtschaftliche Aspekte (= Neue wissenschaftliche Bibliothek. Band 50). Kiepenheuer und Witsch, Köln/Berlin 1972, ISBN 3-462-00871-4.
- mit Wolfram Fischer, Helmut Großkreutz, Heinrich Volkmann: Gesellschaft in der industriellen Revolution (= Neue wissenschaftliche Bibliothek. Band 56). Kiepenheuer und Witsch, Köln 1973, ISBN 3-462-00925-7.